# Скарборо – Плуто ЗПГ
Скарборо — Плуто ЗПГ — офшорний газопровід у Індійському океані, біля західного узбережжя Австралії.
У першій половині 2020-х узялись за спорудження другої лінії заводу зі зрідження природного газу Плуто ЗПГ, споруди якого розташовані на півострові Бурруп. Сировинною базою мають стати офшорні родовища групи Скарборо (Скарборо, Скарборо-Норт, Феб, Юпітер), продукція яких спершу надходитиме на плавучу установку підготовки, поставлену на якір у районі з глибиною моря 900 метрів. Подальша подача ресурсу на береговий майданчик відбуватиметься за допомогою трубопроводу довжиною 433 кілометри, що на своєму шляху проходить ділянку з глибиною моря у 1400 метрів.
Більша частина газопроводу виконана в діаметрі 800 мм, тоді як на найбільш мілководній ділянці завдовжки 33 кілометра використали труби діаметром 900 мм з бетонною ізоляцією.
Газопровід спорудили у 2023—2024 роках, при цьому 33 кілометри мілководної частини виконало трубоукладальне судно «Saipem Endeavour», тоді як на іншій частині траси працювало судно «Castorone». До траншейних робіт залучили ківшевий земснаряд "Baldur" і землесосний снаряд "Gateway", а захист шести вразливих ділянок траси облаштувало каменеукладальне судно " Seapiper".
Також можливо відзначити, що під'єднання свердловин до установки підготовки потребує прокладання 45 кілометрів трубопроводів, чим займалось трубоукладальне судно «Seven Oceans».